# Юфелма Чоден Вангчук
Принцеса Аші Юфелма Чоден Вангчук (нар. 6 червня 1993) — принцеса Бутану. Вона є дочкою четвертого короля Бутану Джігме Сінг'є Вангчука та його дружини, королеви-матері Аші Сангай Чоден Вангчук. Вона є зведеною сестрою п'ятого короля Джігме Кхесара Намг'яла Вангчука.

## Біографія
Принцеса Юфелма Чоден Вангчук — молодша дочка четвертого короля Бутану, нині короля-батька Бутану. Вона здобула освіту в швейцарській школі-інтернаті, Інституті Ле Розі, в Роллі (випуск 2011 року). 1 липня 2011 року вона відвідала Альгамбру зі своєю матір'ю, королевою Аші Сангай Чоден Вангхук. Пізніше вона вивчала соціологію в Джорджтаунському університеті в США, який закінчила у 2016 році. Вона відвідала церемонію відкриття Азійських параігор 2018 року 6 жовтня в столиці Індонезії Джакарті (вперше Бутан направив делегацію на захід).

## Шлюб і діти
29 жовтня 2020 року вона вийшла заміж за Дашо Тінлея Норбу в Палаци Деченчолінг. Він народився в родині Яба Дондуп Гіальтшен і Юми Сонам Чокі в 1992 році і є молодшим братом Її Величності Гіалцуени Аші Джецун Пеми Вангчук. Після закінчення коледжу св. Стефана в Делі в університеті Делі Дашо Тінлей Норбу, який здобув кваліфікацію пілота (як і його батько), літає у Національній авіакомпанії Druk Air з 2019 року.
І Юфелма Чоденн, і Тінлей Норбу є активними членами DeSuups — організації, що складається з добровольців, які їдуть в райони, постраждалі від катаклізмів, або в рамках благодійних акцій, і які носять звичну помаранчеву форму, щоб їх було легко впізнати. Вони відомі як «Вартові Миру».

## Меценатство
- Президент Паралімпійського комітету Бутану (БКК) з 2018 року.[4]
- Председатель Благотворительного фонда Гьялюм (Королева-мать).[5]
- Покровитель Red Dot Bhutan с 2021 г.[6]

## Титули та відзнаки

### Титули
- З 6 червня 1993 року — по теперішній час: Її Королівська Вельможність принцеса Аші Юфелма Чоден Вангчук.[7]

### Відзнаки

#### Національні
- Бутан:
  - Пам'ятна срібна ювілейна медаль короля Джигме Сінг'є (02.06.1999). 
  -  Медаль короля Джигме Хесара (06.11.2008).[8]
  -  Памятная медаль столетия монархии (06.11.2008).
  -  Медаль значка 60-річчя з дня народження короля Джигме Сінг'є (11.11.2015).

## Дивитися також
- Династія Вангчуків